# Tvrdići
Tvrdići (cyr. Тврдићи) – wieś w Serbii, w okręgu zlatiborskim, w gminie Požega. W 2011 roku liczyła 263 mieszkańców.